# Shifa Gardi
Shifa Zikri Ibrahim, conocida como Shifa Gardi,  (Irán, 1 de julio de 1986-Mosul, 25 de febrero de 2017) fue una periodista kurda de origen iraní, muerta durante la batalla de Mosul (2016-2017).

## Trayectoria
Nació el 1 de julio de 1986 en un campo de refugiados en Irán, hija de un matrimonio de refugiados kurdos. Estudió en la Universidad de Salahaddin de Arbela, se licenció en Comunicación en 2006 y trabajó para la agencia Rudaw Media Network desde su fundación.  En este medio trabajó como periodista kurda en Irak y como presentadora en lengua kurda para Rudaw TV. Más tarde se convirtió en presentadora en Rudaw, cubriendo el programa Focus Mosul, que empezó a dirigir cuando se puso en marcha la operación para expulsar al Estado Islámico de Irak en octubre de 2016. A menudo informó desde la primera línea de guerra contra el Estado Islámico, lo que la convirtió en una periodista muy popular.
Gardi murió el 25 de febrero de 2017, en la explosión de una bomba que también hirió al cámara Yunis Mustafa, una hora después de su última conexión en el frente de la batalla de Mosul.

### Reacciones
El primer ministro iraquí Haider al-Abadi dijo: "Estamos decididos a perseguir el terrorismo que intenta matar a nuestros hijos y a nuestros ciudadanos en todas partes". Ako Mohamm, directora ejecutiva de Rudaw, manifestó: «Estamos tristes por la muerte de Shifa. Su sitio seguirá siendo insustituible en Rudaw, siempre permanecerá en nuestro corazón».  Brett H. McGurk, un enviado presidencial especial de Estados Unidos implicado en la lucha contra el terrorismo, expresó: «Ella era todo lo que teme ISIS: una periodista que expone sus mentiras».  Asimismo, el vice primer ministro kurdo, Qubad Talabani, dijo: «Ella se une a la lista de personas insustituibles perdidas en esta guerra». 
De acuerdo con el Comité para la Protección de los Periodistas, Gardi fue la periodista número 179 asesinada en Irak desde 1992. La gran mayoría lo han sido después de la caída del poder de Sadam Huseín.